# Bensheim
Bensheim németországi Hessen tartományban található.

## Története

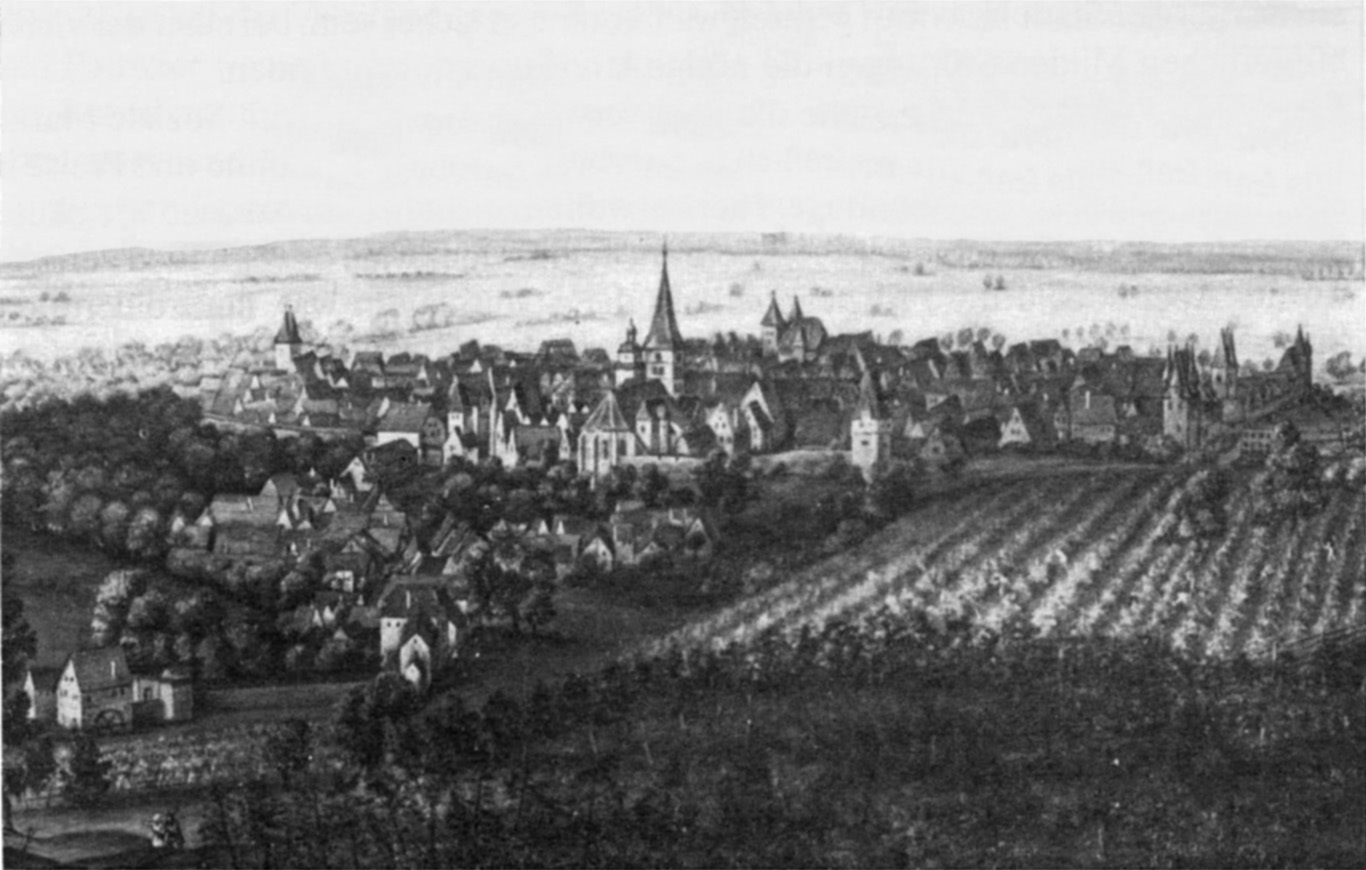
Bensheim 1612 körül

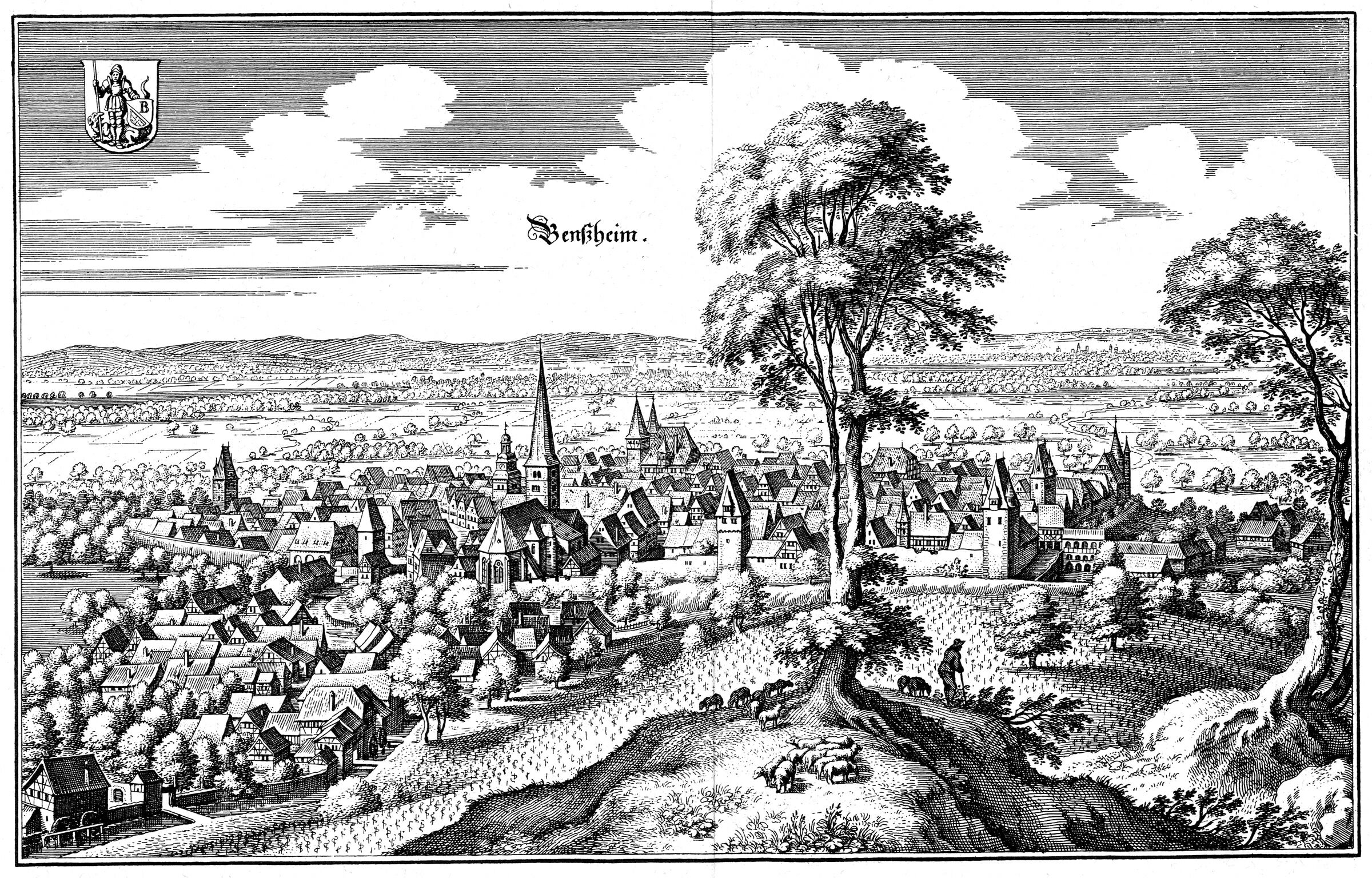
Bensheim 1646-ban

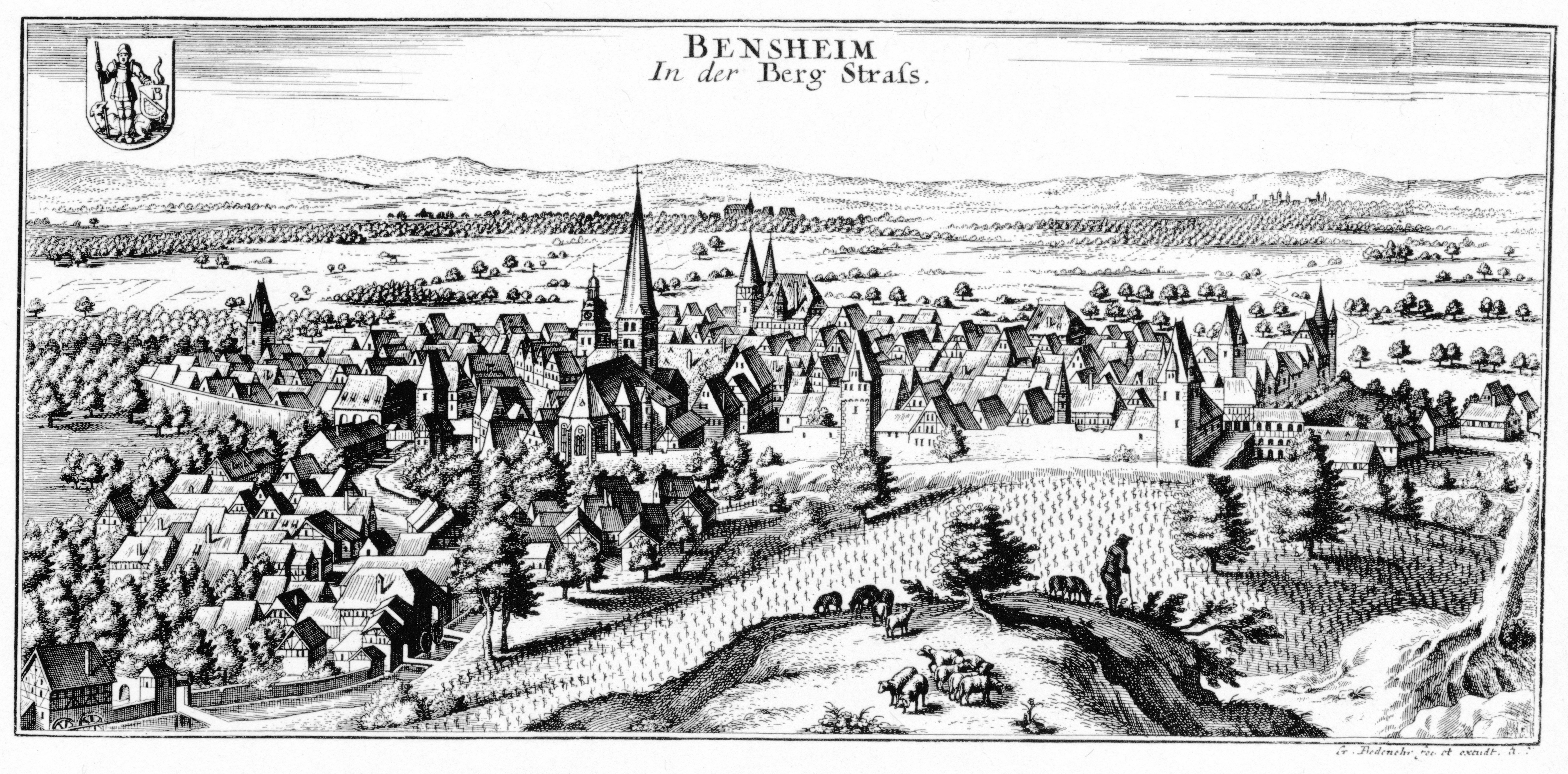
Bensheim 1710-ben

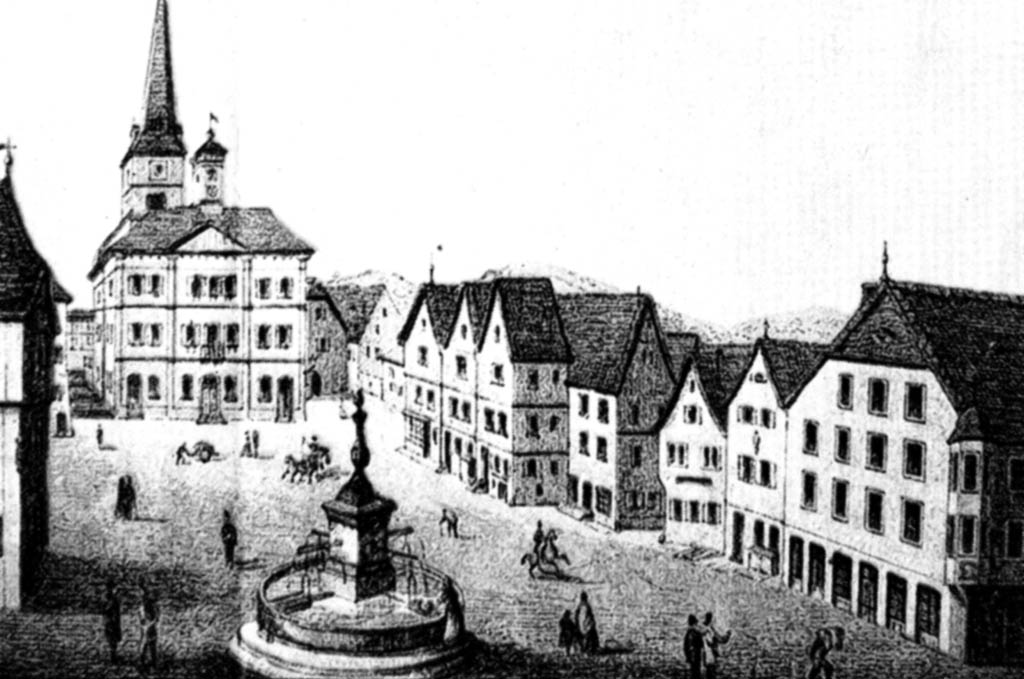
A bensheimi piactér 1869-ben

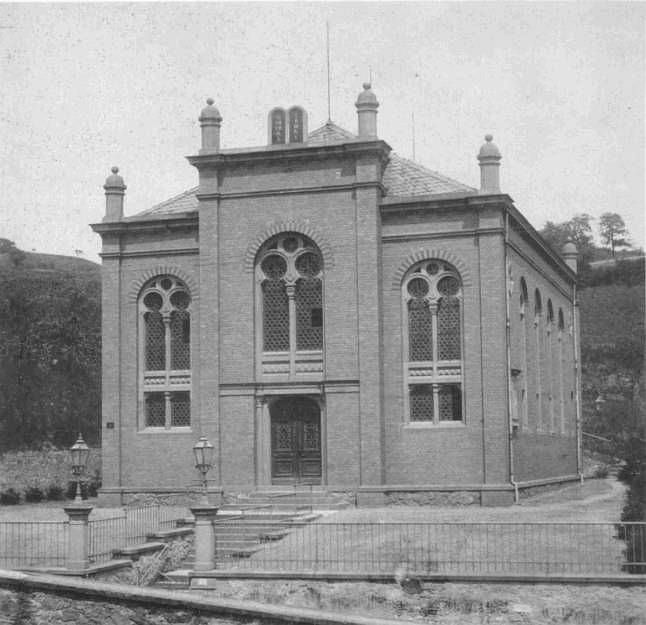
A bensheimi zsinagóga 1900 körül

Írott forrásban elsőként 765-ben tűnik fel. 1232  óta  a Mainzi Érsekséghez tartozik.  1320-ban  a település már város volt. 1461-ben juttatott pfalzi fennhatóság alá, ami 1650-ig tart.
1803-ban Mainzi Hercegérsekség megszűnésével a Reichsdeputationshauptschluss alapján Bensheim Hessen-Darmstadt része lett.

## Galerie

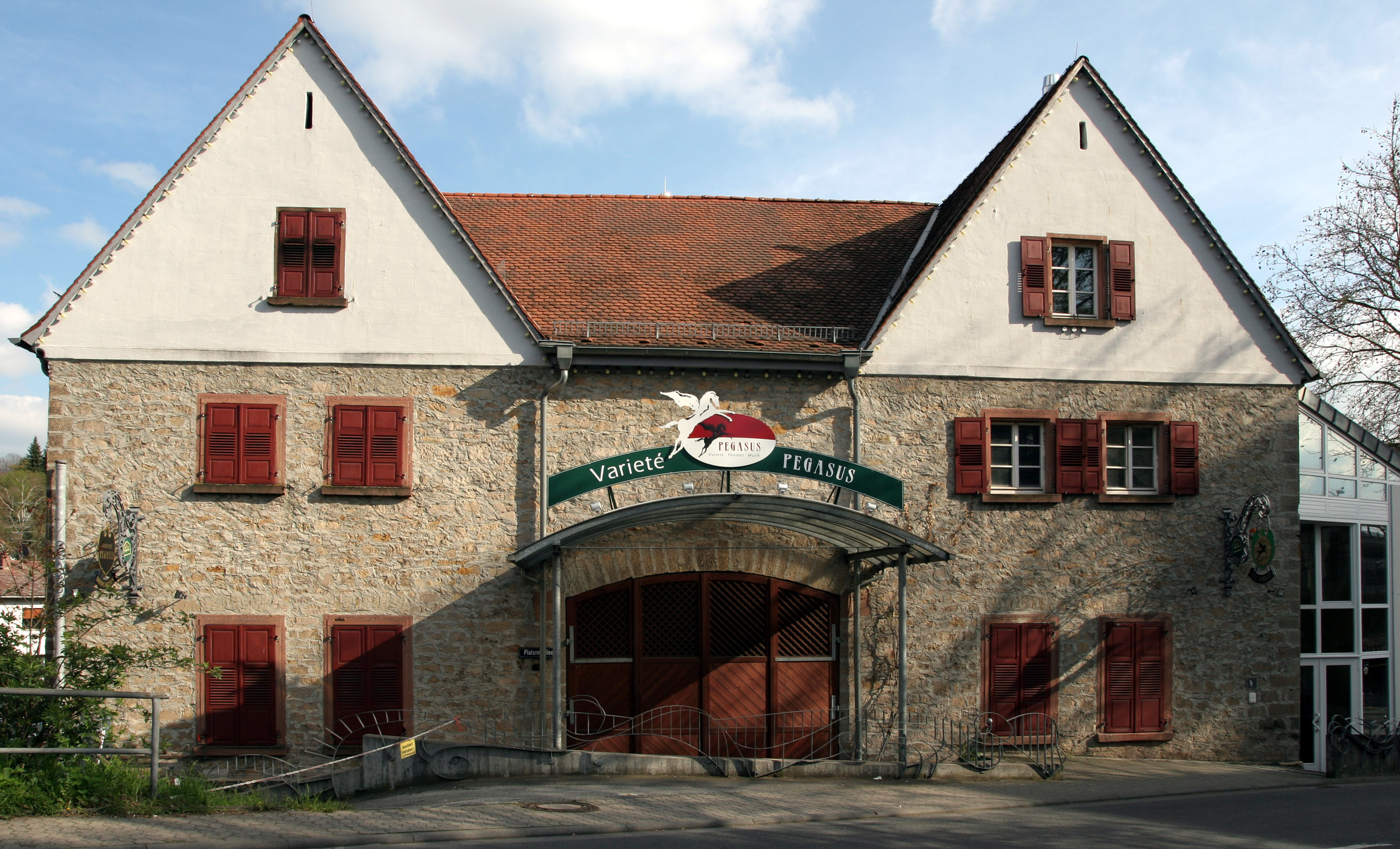
Varieté Pegasus az Alten Gerbereiben
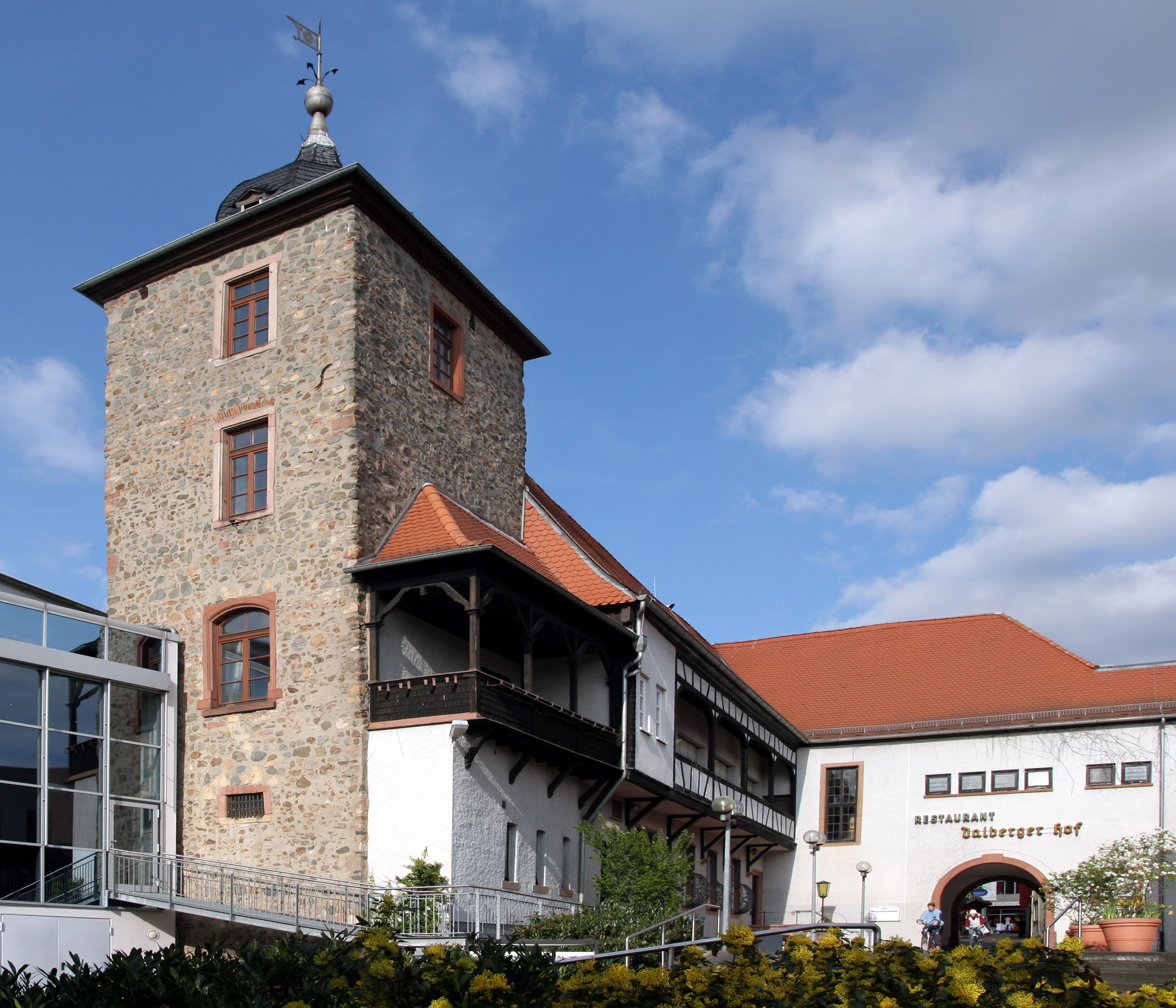
A Dalberger Hof
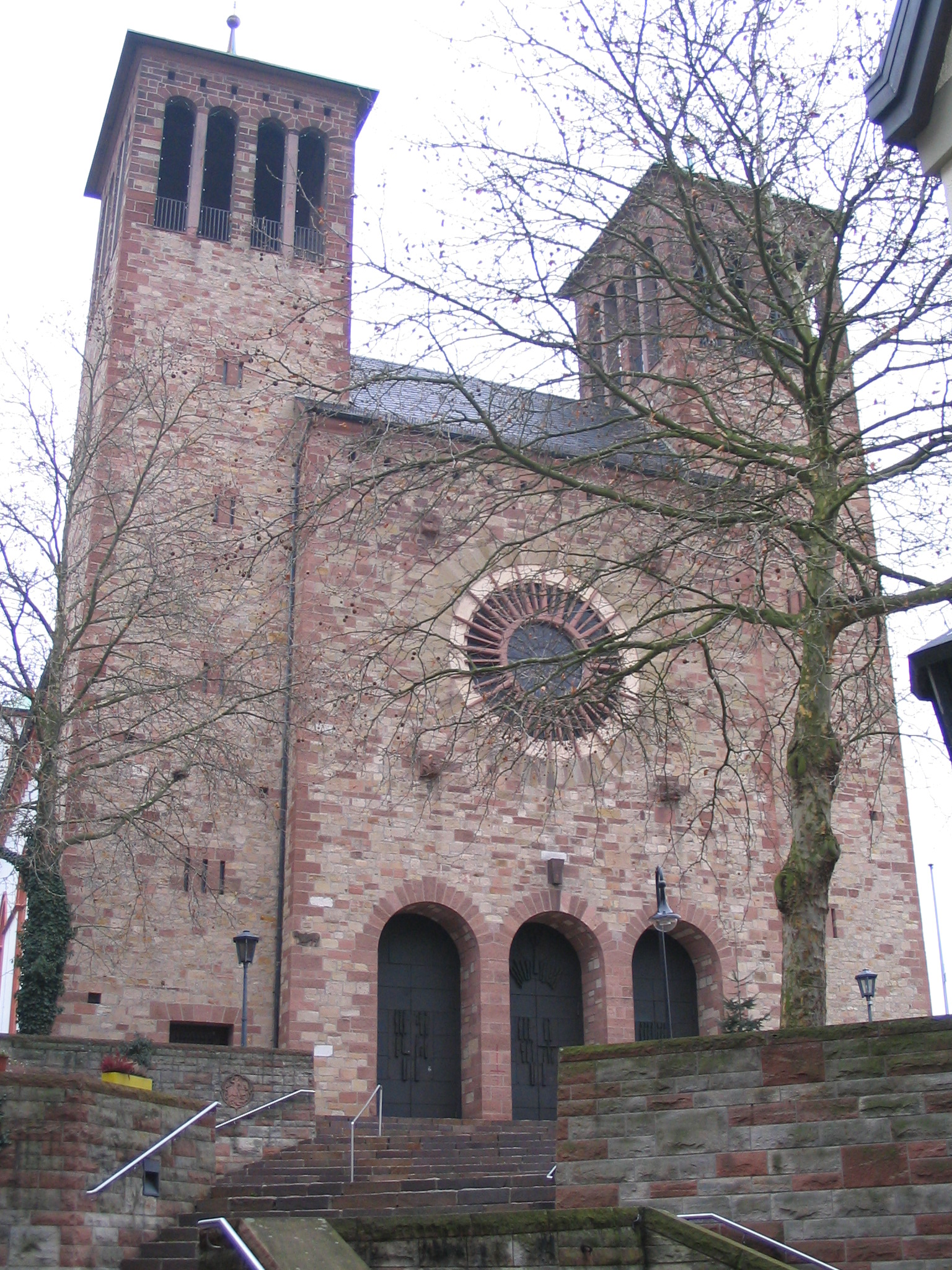
Szt. György-templom (St. Georgskirche)
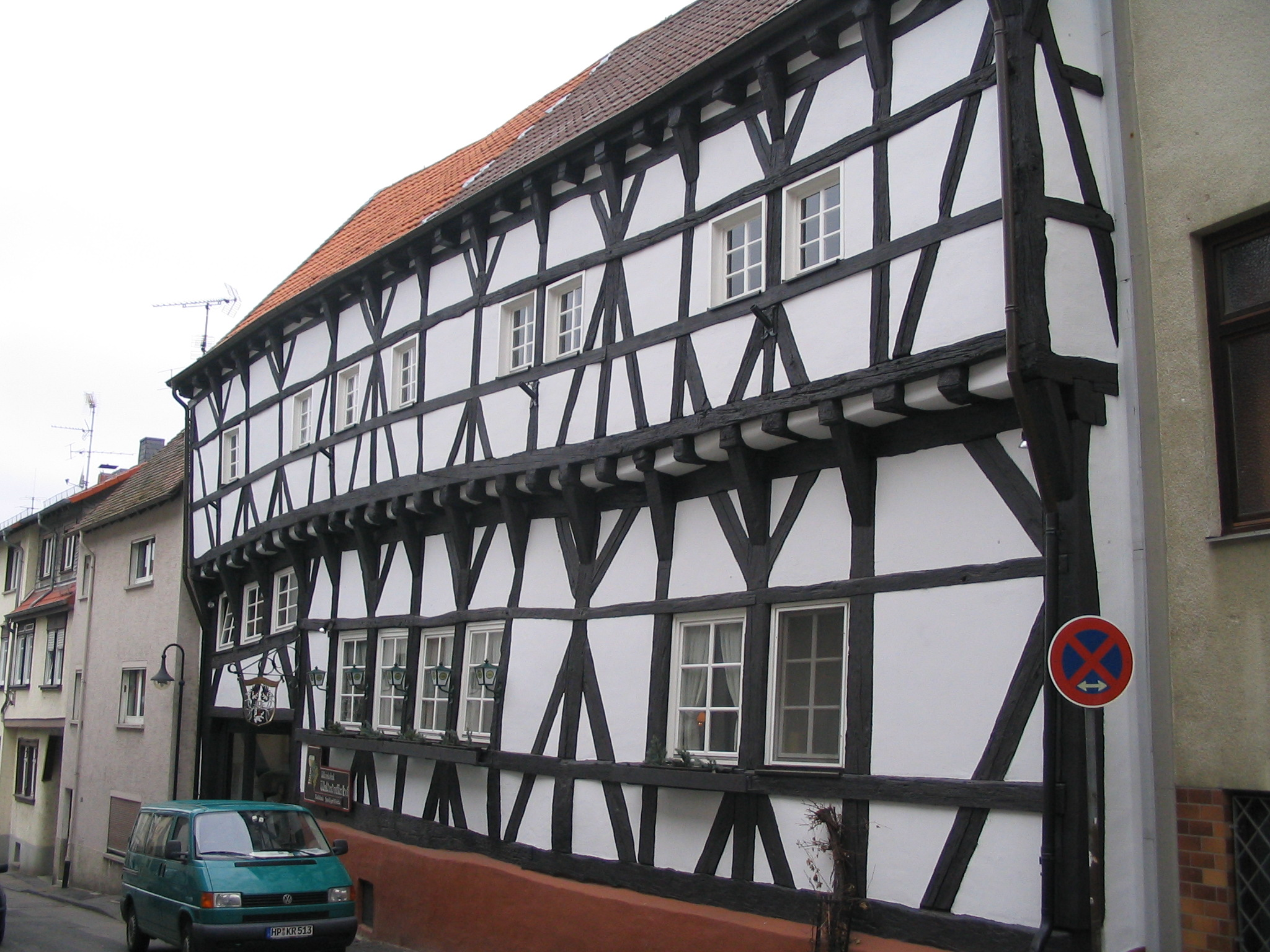
A Walderdorffer Hof
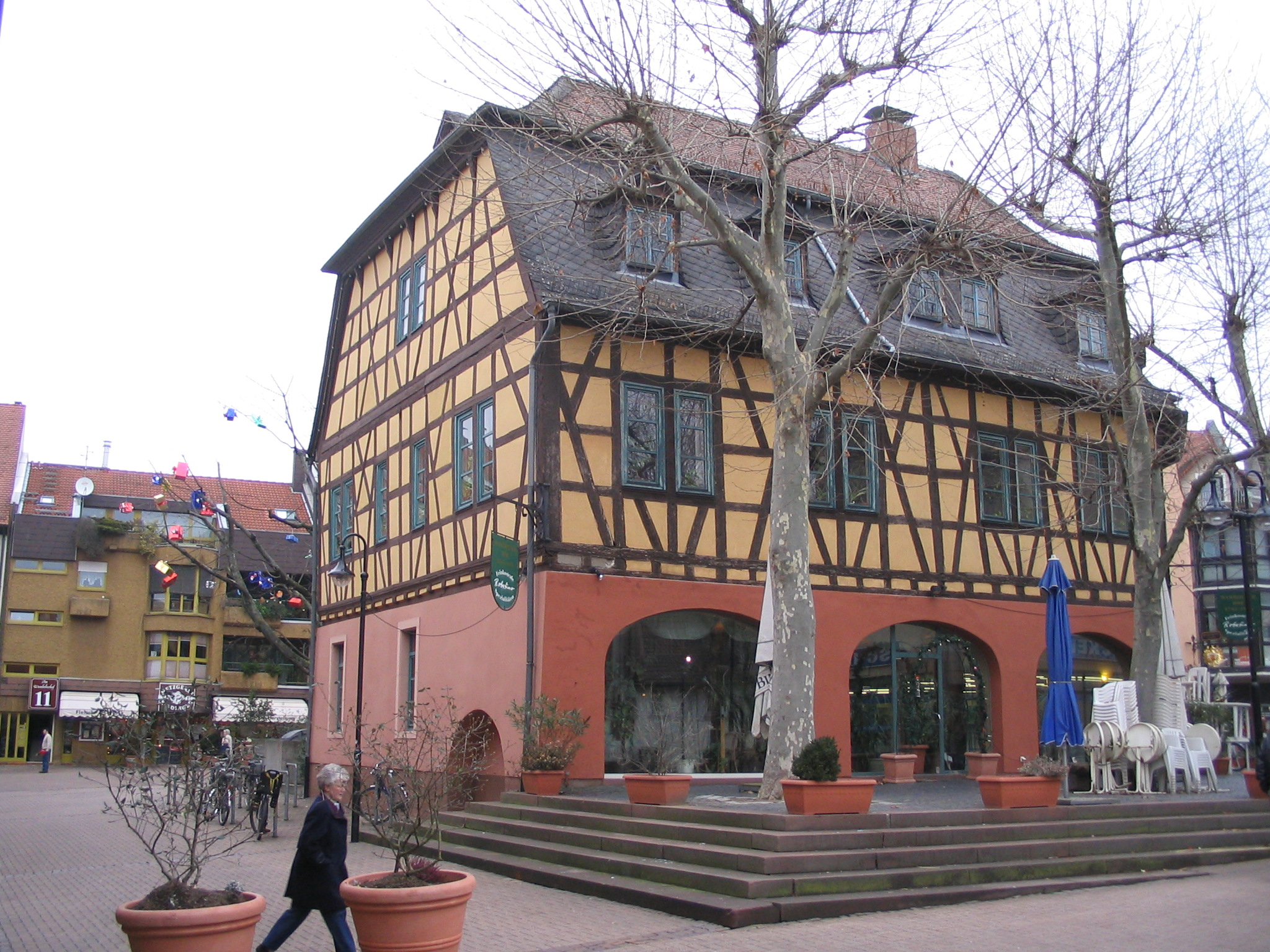
A Wambolter Hof
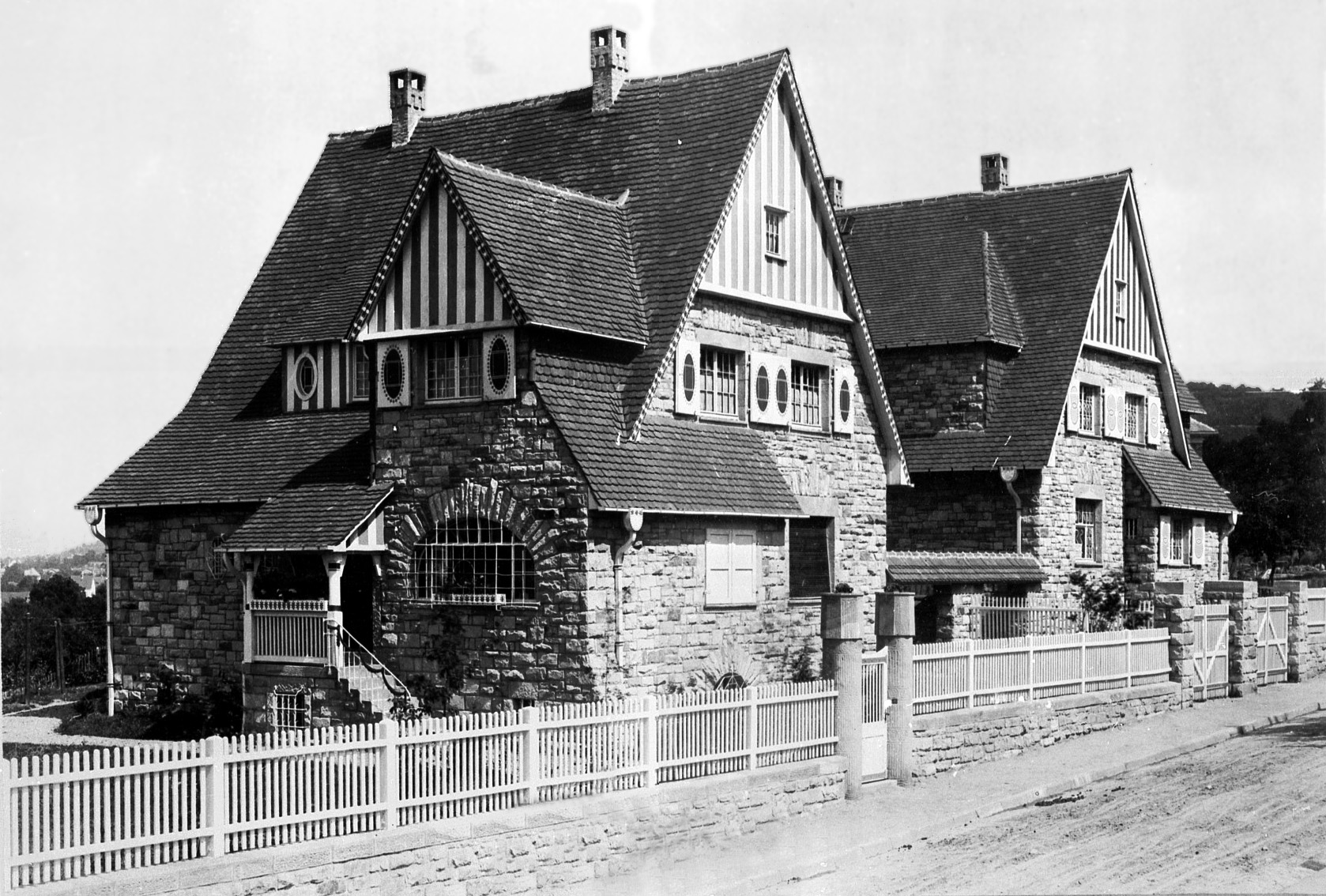
Villa Ernst (Ludwigstraße, 1905)
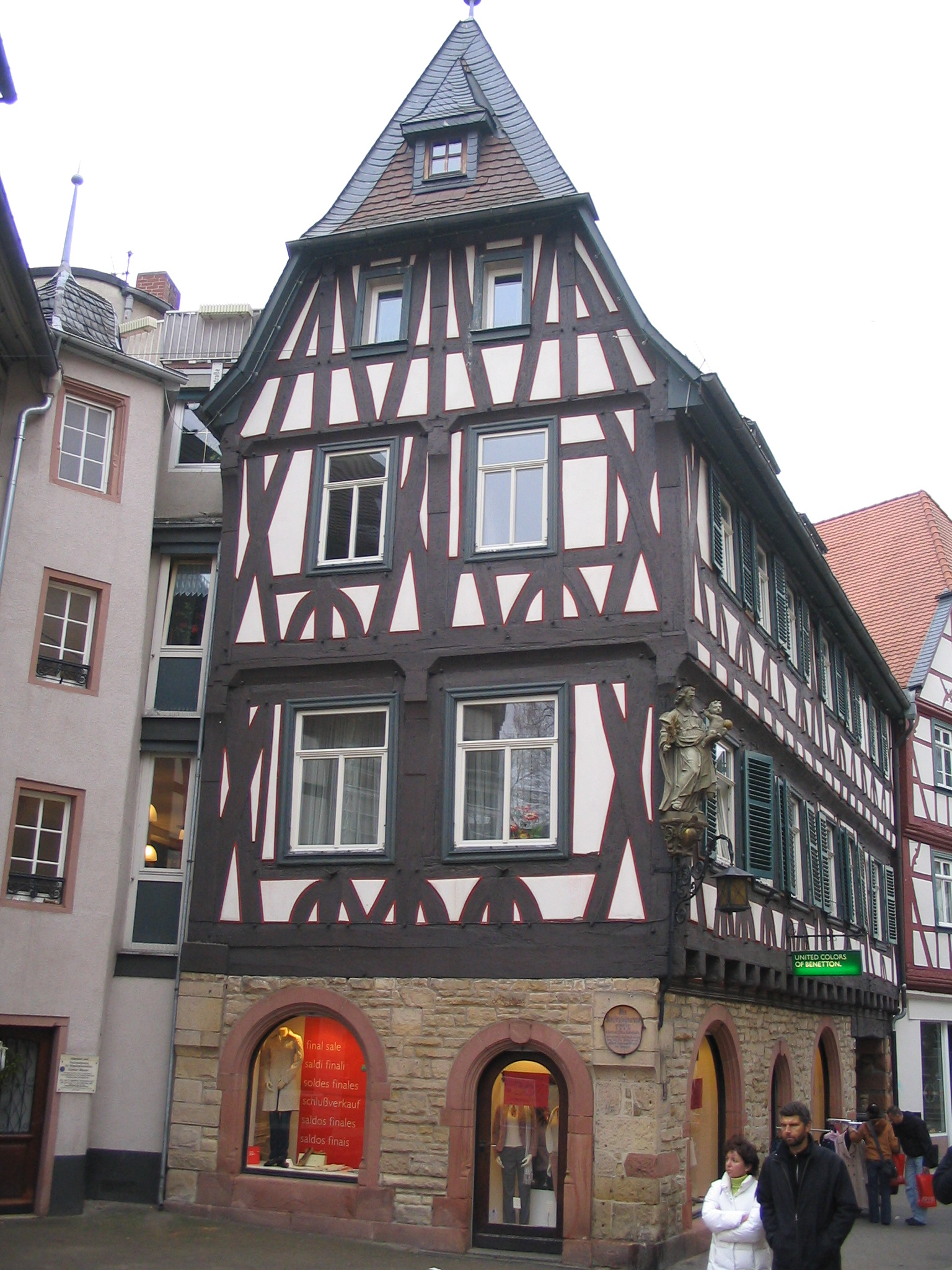
A Flecksche Haus
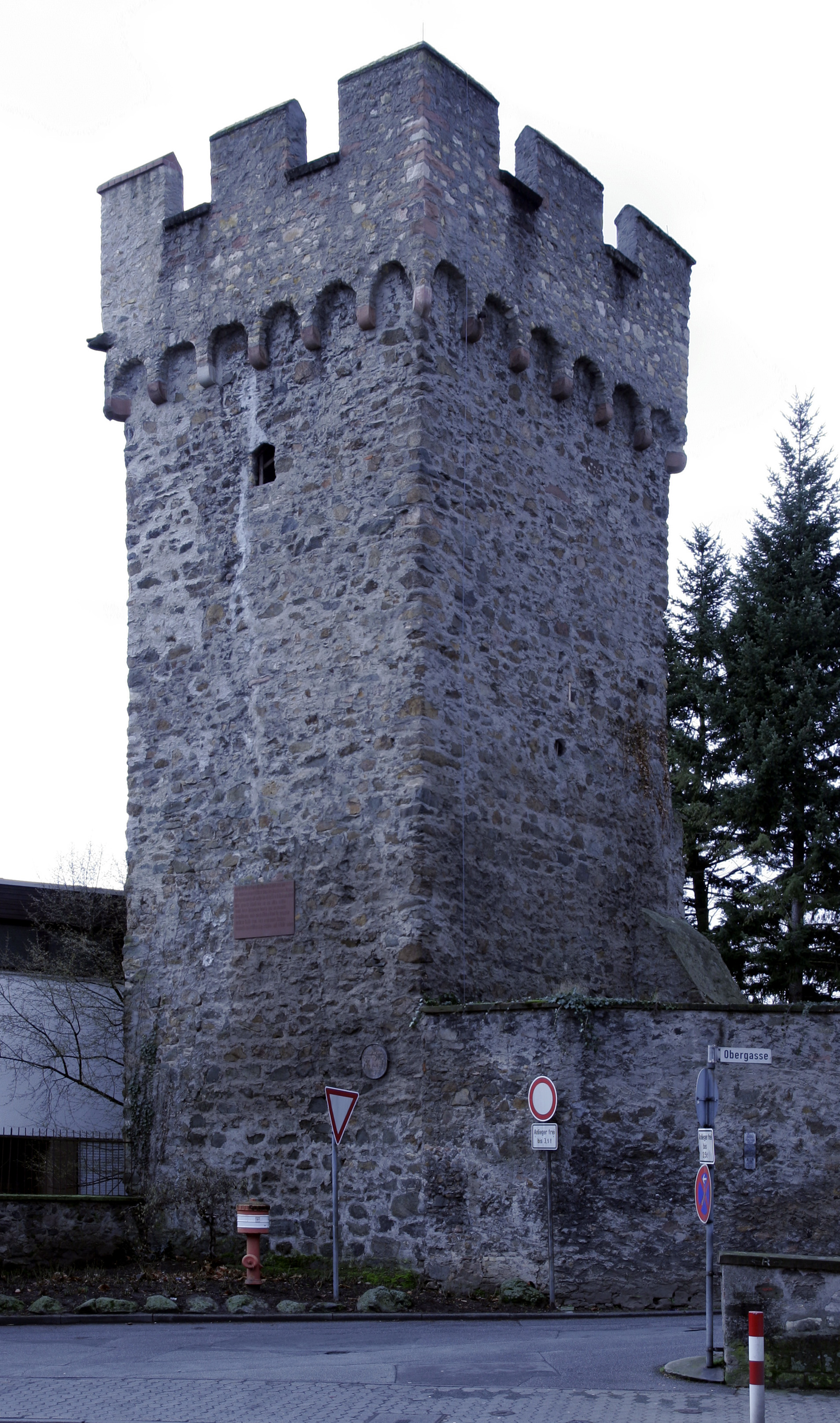
A vörös torony (Rote Turm) 1300 körül
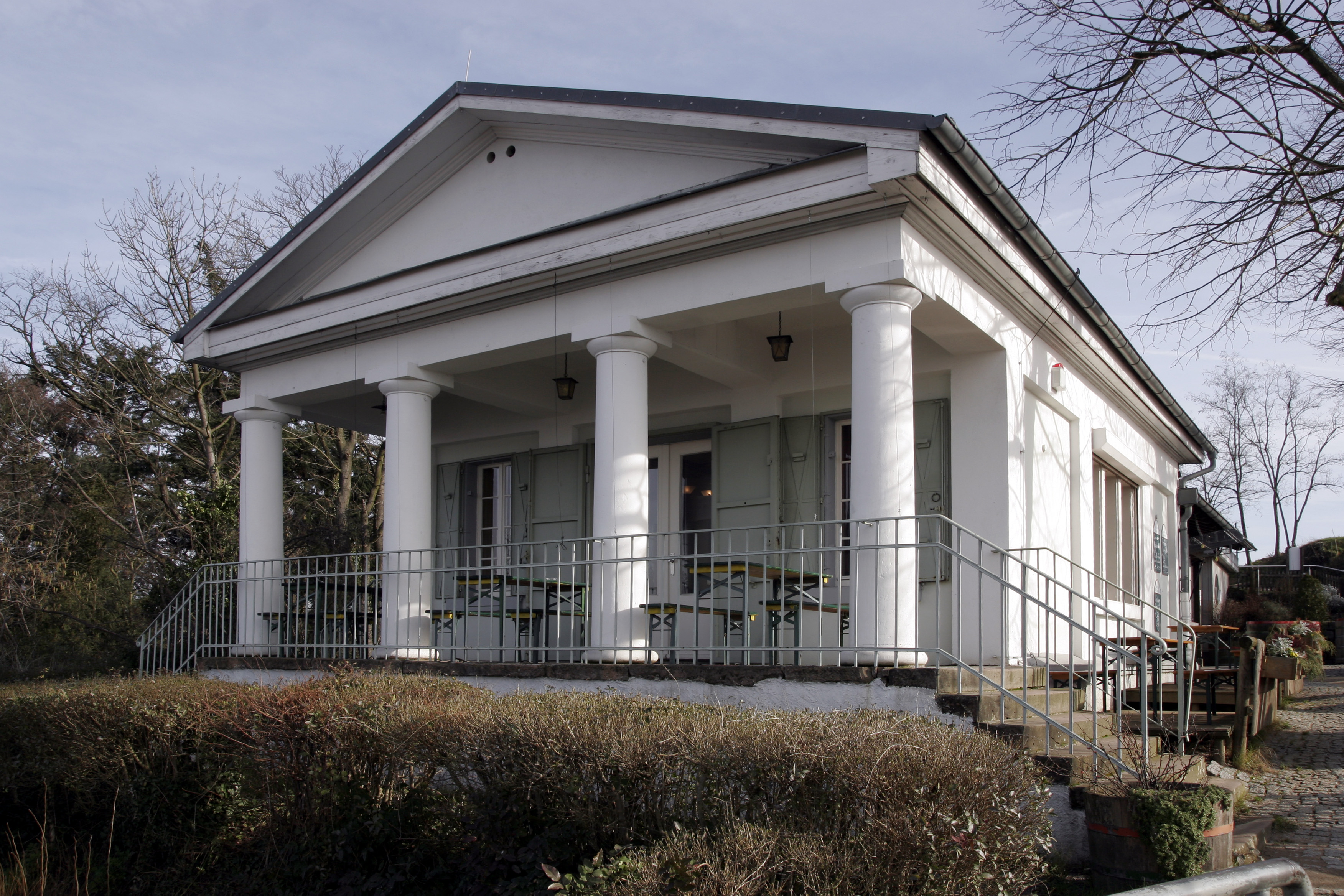
A Kirchberghäuschen
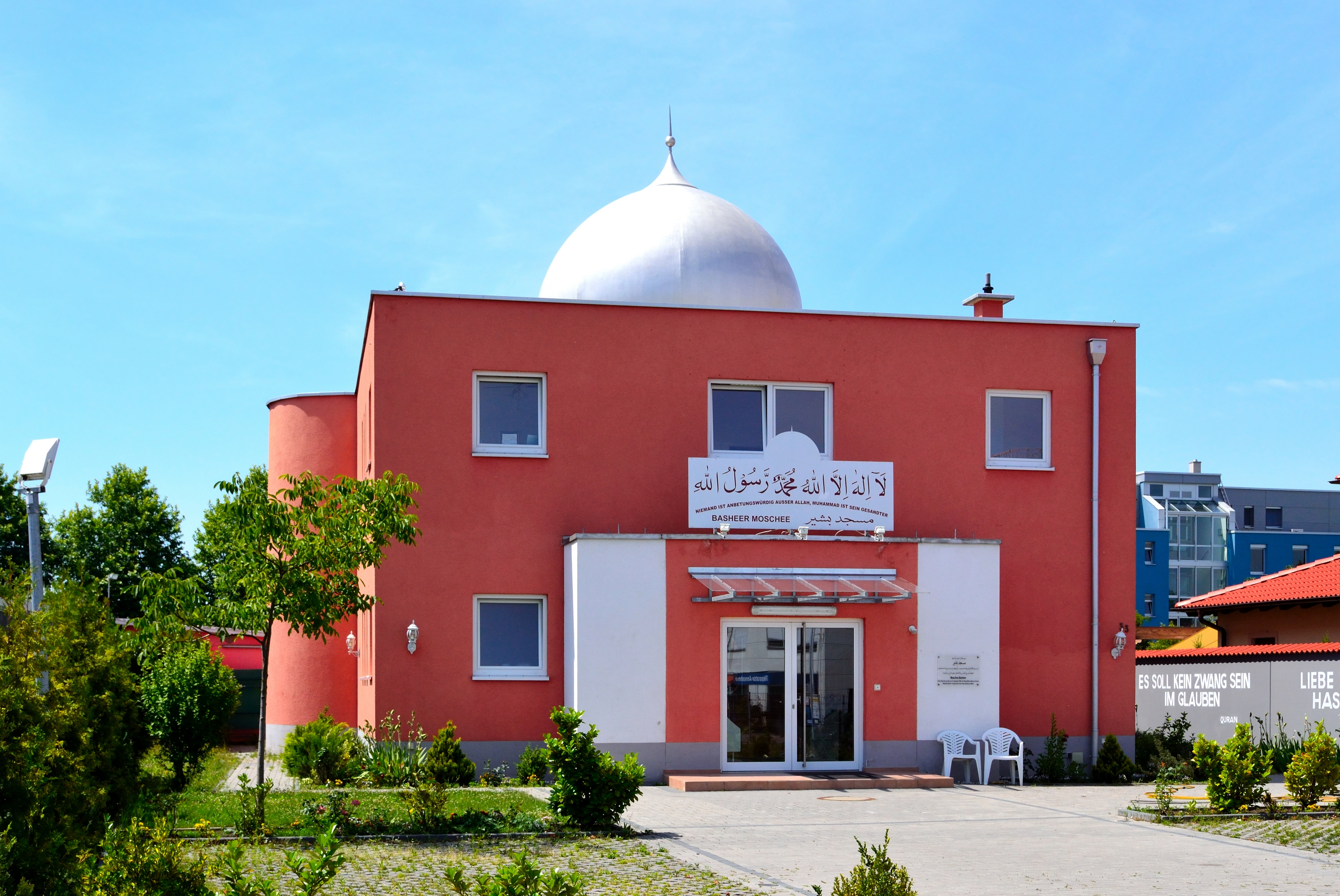
A Baschir- Mecset
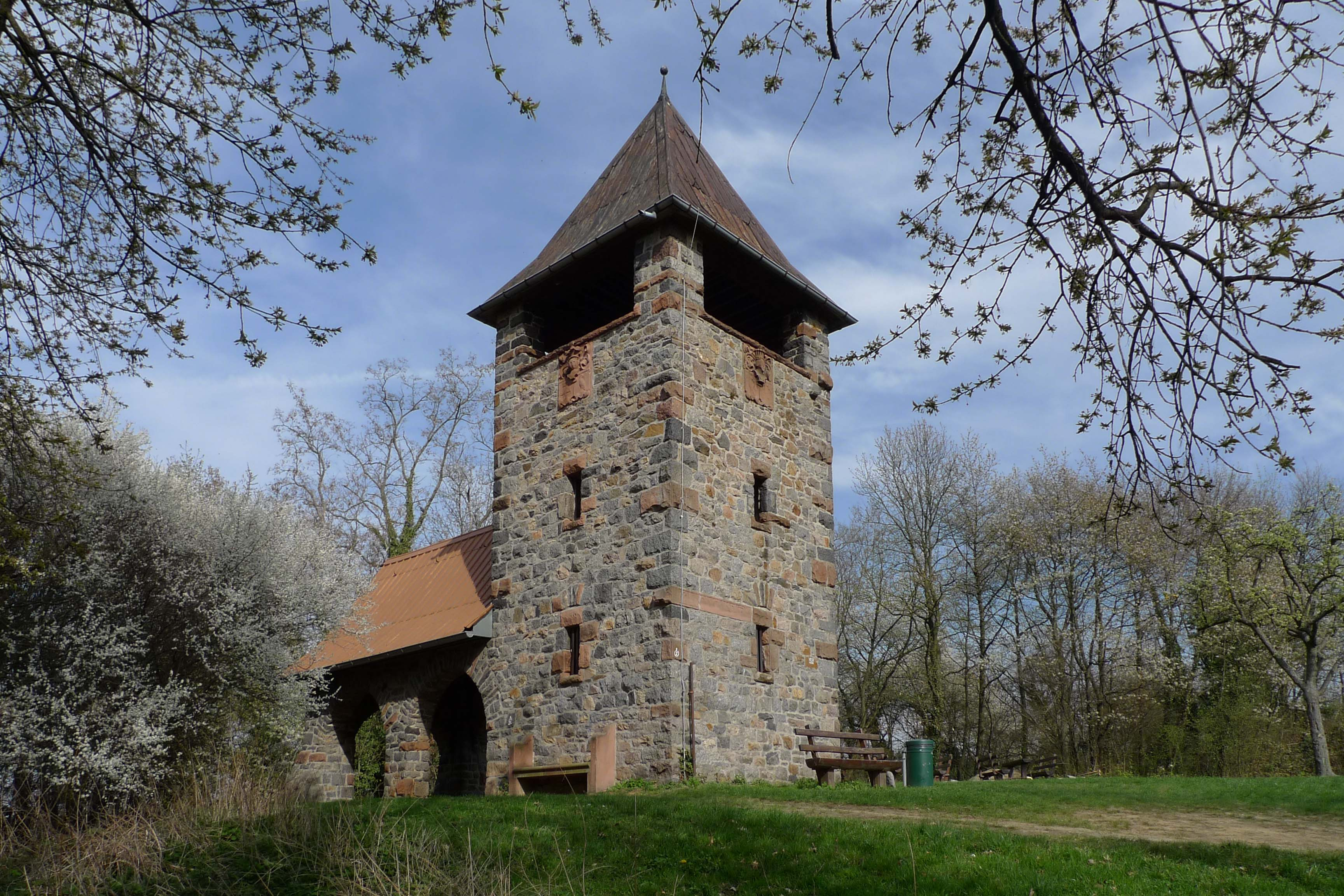
A kék toronyka (Blaues Türmchen vagy Luginsland)
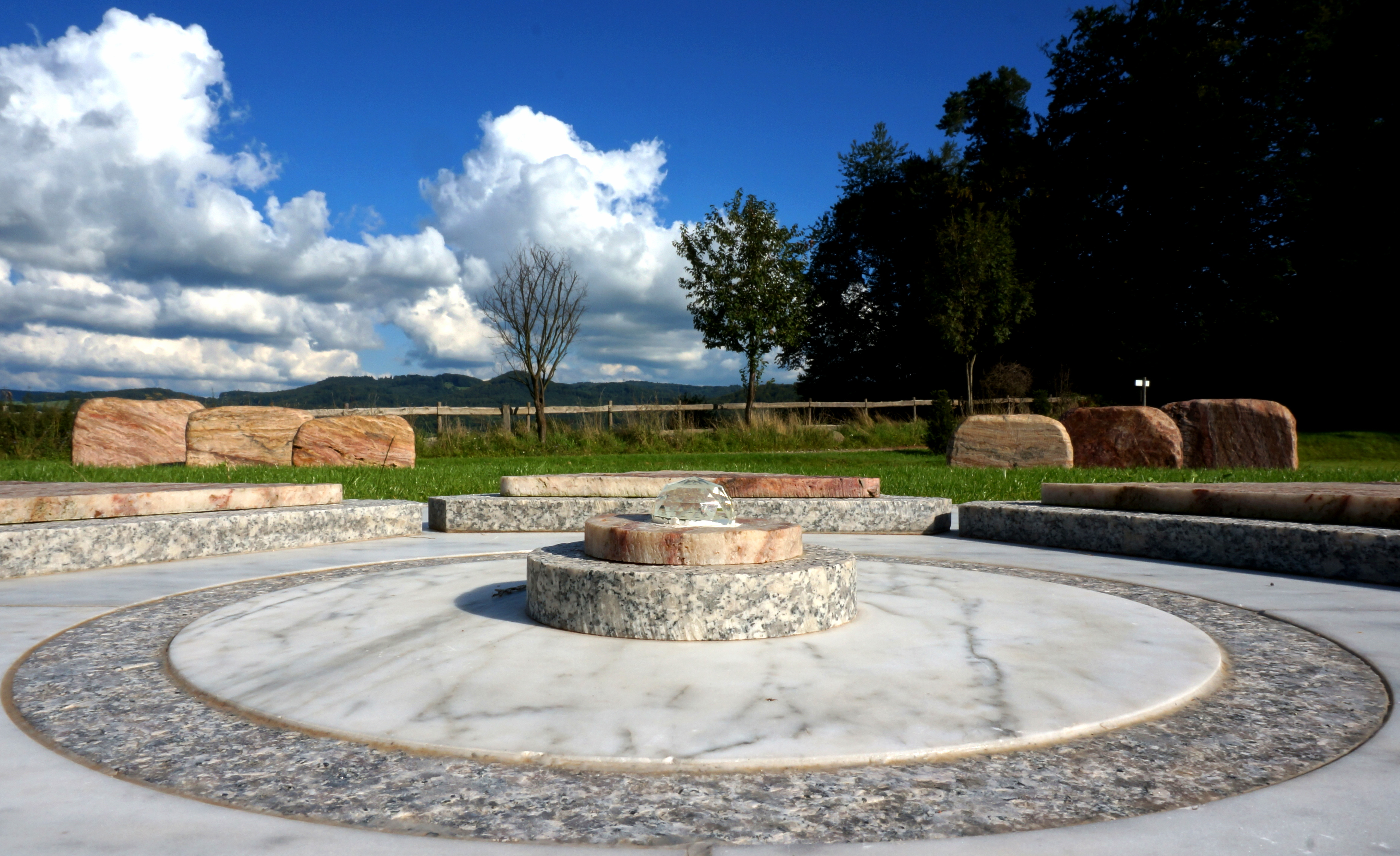
Hochstädten